# 263-тя піхотна дивізія (Третій Рейх)
263-тя піхотна дивізія (Третій Рейх) (нім. 263. Infanterie-Division) — піхотна дивізія Вермахту за часів Другої світової війни.

## Історія
263-тя піхотна дивізія створена 26 серпня 1939 в Аахені в 12-му військовому окрузі (нім. Wehrkreis XII) в ході 4-ї хвилі мобілізації Вермахту.

## Райони бойових дій
- Німеччина (вересень 1939 — травень 1940);
- Люксембург, Бельгія та Франція (травень 1940 — травень 1941)
- Генеральна губернія (травень — червень 1941);
- СРСР (центральний напрямок) (червень 1941 — серпень 1943);
- СРСР (північний напрямок) (серпень 1943 — жовтень 1944);
- Курляндський котел (жовтень 1944 — травень 1945).

## Командування

### Командири
- генерал-лейтенант Франц Карл (нім. Franz Karl) (26 серпня 1939 — 14 листопада 1940);
- генерал-лейтенант Ернст Геккель (нім. Ernst Häckel) (14 листопада 1940 — 24 квітня 1942);
- генерал-лейтенант Ганс Траут (нім. Hans Traut) (24 квітня 1942 — 1 квітня 1943);
- генерал-лейтенант Вернер Ріхтер (нім. Werner Richter) (1 квітня 1943 — 21 травня 1944);
- генерал-майор Рудольф Зікеніус (нім. Rudolf Sieckenius) (21 травня — 3 червня 1944);
- генерал-лейтенант Альфред Гемманн (нім. Alfred Hemmann) (3 червня — вересень 1944);
- генерал-майор Рудольф Зікеніус (вересень 1944 — 28 квітня 1945);
- генерал-лейтенант Ернст Ріссе (нім. Ernst Riße) (28 квітня — 8 травня 1945).

## Нагороджені дивізії
Нагороджені дивізії
Нагороджені Сертифікатом Пошани Головнокомандувача Сухопутних військ для військових формувань Вермахту за збитий літак противника
- 16 травня 1942 — 2-га піхотна рота 463-го піхотного полку за дії 29 жовтня 1941 (61).

|  | Кавалери Нагрудного знаку ближнього бою в золоті                                                           | 10 |
|  | Кавалери Золотого Німецького Хреста                                                                        | 69 |
|  | Кавалери Срібного Німецького Хреста                                                                        | 5  |
|  | Кавалери Лицарського хреста Залізного хреста                                                               | 20 |
|  | Кавалери Почесної відзнаки Сухопутних військ «Почесна застібка на орденську стрічку для Сухопутних військ» | 14 |

- Нагороджені Сертифікатом Пошани Головнокомандувача Сухопутних військ (11)